# Клетка на красотата
„Клетка за красотата“ (на хинди: पिंजरा खुबसूरती का Pinjra Khoobsurti Ka) е индийски телевизионен драматичен сериал, премиерен на 24 август 2020 г. в телевизия Colors. В него участват Рия Шарма и Сахил Упал.

## Актьорски състав
- Рия Шарма – Д-р Маюра Дюбей
- Сахил Упал – Омкаар Шукла
- Гаутам Виг – Пиуш Шукла
- Джая Бхатачаря – Манджари Шукла
- Аниндита Чатърджи – Суреха Дюбей
- Икбал Азад – Ахилеш Дюбей
- Ума Басу – Тривани Дубей
- Аканкша Пал – Мега Дюбе
- Нитиш Гупта – Кундан
- Съни Сачдева – Санджай
- Хариш Чабра – Шанкар Шукла

|  | Тази страница частично или изцяло представлява превод на страницата Pinjra Khoobsurti Ka в Уикипедия на индонезийски. Оригиналният текст, както и този превод, са защитени от Лиценза „Криейтив Комънс – Признание – Споделяне на споделеното“, а за съдържание, създадено преди юни 2009 година – от Лиценза за свободна документация на ГНУ. Прегледайте историята на редакциите на оригиналната страница, както и на преводната страница, за да видите списъка на съавторите. ВАЖНО: Този шаблон се отнася единствено до авторските права върху съдържанието на статията. Добавянето му не отменя изискването да се посочват конкретни източници на твърденията, които да бъдат благонадеждни. |